# El Hallazgo del Salvador en el Templo
El hallazgo del Salvador en el templo (1854-1860) es una pintura de William Holman Hunt que pretende ser una versión etnográficamente precisa del tema conocido tradicionalmente como "Jesús entre los doctores", una ilustración del niño Jesús debatiendo la interpretación de las Escrituras con doctores de la Ley, rabinos eruditos. El pasaje ilustrado es del Evangelio de Lucas, 2:41, que dice:
"Todos los años sus padres iban a Jerusalén para la fiesta de la Pascua. Cuando cumplió doce años, subieron a la fiesta, según la costumbre. Terminada la fiesta, mientras sus padres volvían a casa, el niño Jesús se quedó en Jerusalén, sin que ellos lo supieran. Pensando que estaba en su compañía, viajaron por un día. Entonces comenzaron a buscarlo entre sus familiares y amigos. Como no lo encontraron, volvieron a Jerusalén a buscarlo. Después de tres días lo encontraron en los atrios del templo, sentado entre los maestros, escuchándolos y haciéndoles preguntas. Todos los que lo escuchaban se asombraban de su comprensión y de sus respuestas. Cuando sus padres lo vieron, quedaron asombrados. Su madre le dijo: "Hijo, ¿por qué nos has tratado así? Tu padre y yo hemos estado buscándote ansiosamente". "¿Por qué me estabas buscando?" preguntó. "¿No sabías que yo tenía que estar en la casa de mi Padre?" Pero ellos no entendían lo que les decía." 
Hunt describe el momento en el que María y José encuentran a Jesús, mientras los rabinos en el templo reaccionan de diversas formas a su discurso, algunos intrigados, otros enojados o desdeñosos. Esta descripción de reacciones contrastantes es parte de la tradición del tema, como se evidencia en la versión mucho más temprana de Alberto Durero. Hunt también habría conocido la versión de Bernardino Luini sobre el tema en la National Gallery. En ese momento esta se atribuía a Leonardo da Vinci.

## Fondo
Obsesionado con la idea de revitalizar el arte religioso enfatizando la precisión etnográfica y arqueológica combinada con el simbolismo bíblico detallado, Hunt había viajado al Oriente Próximo para crear la imagen, usando a la gente local como modelos y estudiando antiguas costumbres y rituales judaicos. El progreso de la pintura se retrasó por dificultades con los modelos, reticentes a posar, y, finalmente, Hunt lo pospuso para trabajar en otro proyecto, El chivo expiatorio. Finalmente lo completó en 1860, de vuelta en Inglaterra. Su amigo Frederic George Stephens escribió un folleto que contenía una explicación detallada del contenido y los personajes. Luego se mostró en una serie de exposiciones itinerantes populares en las que los visitantes podían comprar el folleto y suscribirse para adquirir una reproducción grabada. Estas fueron organizadas por el comerciante Ernest Gambart y resultaron ser un gran éxito financiero.
Hunt vendió la pintura a Charles Dickens por 5.500 libras esterlinas.
Thomas Carlyle expresó su opinión sobre la obra en una carta:
"El Cristo es una mezcla exquisita de un dios y un muchacho campesino. Su madre también está muy bien; pero pensé que 'también debería haber estado un poco enfadada' (por haberse asustado tanto con su hijo descuidado) en lugar de estar 'simplemente' extasiada por él como lo estaría por un bebé salvado del lobo. Hubo otras críticas: pero no he visto un cuadro así, por la fidelidad de la ejecución, por el acabado exquisito, y por el dibujo y otros talentos, de ningún hombre moderno.